# Società Polisportiva Portuense 1933-1934
Questa pagina raccoglie i dati riguardanti la Società Polisportiva Portuense nelle competizioni ufficiali della stagione 1933-1934.

## Rosa
| N. |                   | Ruolo | Calciatore            |  |
| -- | ----------------- | ----- | --------------------- |  |
|    | Italia (bandiera) | P     | Tullio Baldazzi       |  |
|    | Italia (bandiera) | A     | Ettore Baruzzi        |  |
|    | Italia (bandiera) | A     | Savino Bellini        |  |
|    | Italia (bandiera) | C     | Marcello Biavati      |  |
|    | Italia (bandiera) | C     | Bruno Bolzati         |  |
|    | Italia (bandiera) | C     | Alcine Dalla Fina     |  |
|    | Italia (bandiera) | A     | Antonio Ferretti (II) |  |

| N. |                   | Ruolo | Calciatore          |
| -- | ----------------- | ----- | ------------------- |
|    | Italia (bandiera) | C     | Antonio Fortini     |
|    | Italia (bandiera) | D     | Enrico Franchini    |
|    | Italia (bandiera) | D     | Franzini            |
|    | Italia (bandiera) | D     | Oddo Gucci          |
|    | Italia (bandiera) | A     | Antonio Negrini (I) |
|    | Italia (bandiera) | C     | Nino Negrini (II)   |
|    | Italia (bandiera) | D     | Diedo Tosi          |